# Thaumastoptera (Thaumastoptera) insignis
Thaumastoptera (Thaumastoptera) insignis is een tweevleugelige uit de familie steltmuggen (Limoniidae). De soort komt voor in het Palearctisch gebied.